# 新斯洛博德卡农村居民点
新斯洛博德卡农村居民点（俄语：Новослободское сельское поселение）是俄罗斯联邦别尔哥罗德州科罗恰区所属的一个农村居民点。其下辖有9个居民点，行政中心为新斯洛博德卡。据2016年统计，该农村居民点的人口为1191人。